# Jakob Zabukovec
Jakob Zabukovec, slovenski finančnik in gledališki delavec, * 22. julij 1827, Lož, † 11. februar 1904, Ljubljana

## Življenje in delo
Delal je v finančni službi, dosegel naziv cesarsko kraljevi računski nadsvetnik. V letih 1893–1898 je bil občinski svetovalec v Ljubljani, več let član mestnega finančnega in zdravstvenega sveta ter član upravnega odbora Mestne hranilnice v Ljubljani (1894-1903).
Vneto je deloval pri ljubljanski čitalnici (1861–1867), bil pobudnik gledaliških prireditev, jih vodil in igral, si med igralci in člani čitalnice prizadeval, da bi ustanovili društvo za prirejanje gledaliških predstav. Sodeloval je pri ustanovitvi Dramatičnega društva (1867). Na čitalniškem odru ali pri Dramatičnem društvu so uprizorili več komedij in operet, ki jih je Zabukovec priredil.